# Мокрое складывание (оригами)

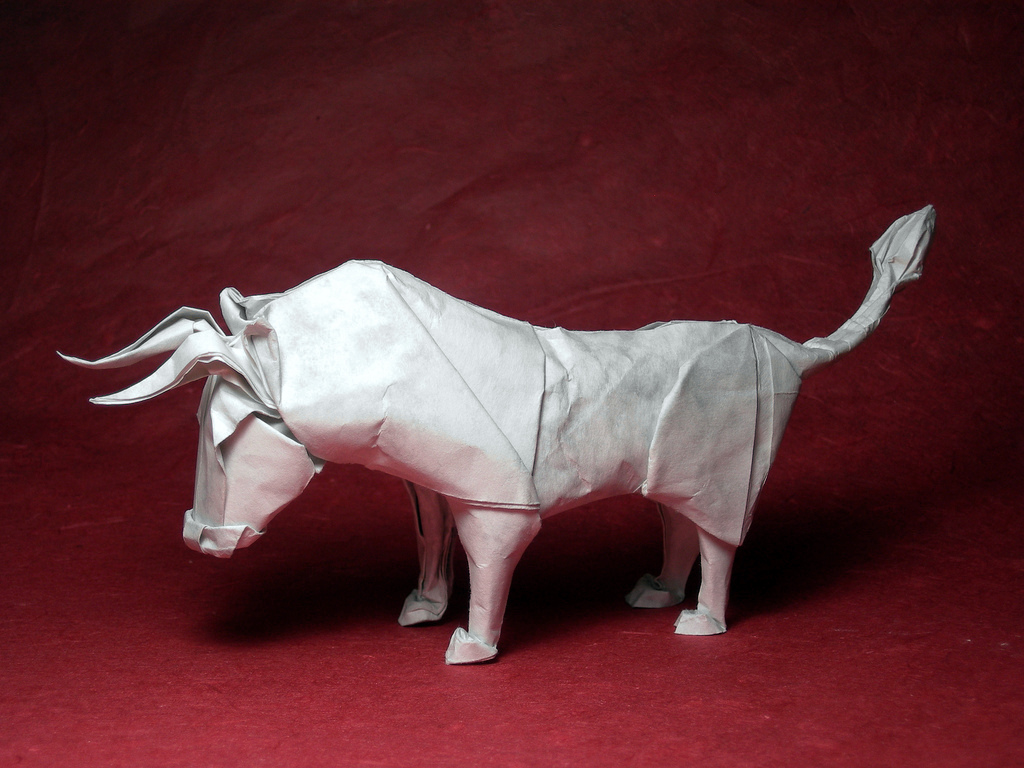
Бык, выполненный с использованием техники мокрого складывания

Мокрое складывание — техника складывания оригами, разработанная Акирой Ёсидзавой и использующая смоченную водой бумагу для придания фигуркам плавности линий, выразительности, а также жёсткости. До этого идеалом оригами было проведение точно определённых плоских складок. Лучшая иллюстрация подобной тенденции — математика оригами. Однако для таких негеометричных объектов, как животные и цветы, прямые линии скорее исключение. Мокрое складывание, возникнув более двадцати лет назад, остаётся практически единственным способом создать красивые трёхмерные фигурки, столь похожие на оригинал.

## Методика складывания и рекомендации[1][2][3]
Данной техникой, в принципе, можно складывать любые модели, хотя лучше всего подходят простые фигурки, особенно животных. Перед началом складывания мокрым способом желательно сложить модель обычным образом, чтобы хорошо изучить процесс складывания. Считается, что мокрое складывание сложнее сухого, и новичку может показаться весьма трудным.
Далее, требуется бумага, обладающая определёнными свойствами (растворимая проклейка, см. ниже). Как правило, чем толще бумага, тем она лучше подходит для данной техники, но единственный способ проверить пригодность бумаги — попробовать сложить из неё что-нибудь мокрым способом. Примерный диапазон плотностей — от 90 до 170 г/м², чем больше и проще модель, тем плотнее должна быть бумага, и наоборот.
Для смачивания можно использовать чуть влажную губку, ткань или пульверизатор. Лист не должен быть в буквальном смысле мокрым — слегка увлажняются лишь те места, где необходимо придать бумаге форму рассматриваемым способом. Если требуется сделать несколько влажных сгибов, следует дождаться высыхания предыдущей складки, прежде чем переходить к следующему шагу (высыханию можно помочь теплом собственных пальцев). Не стоит делать острые складки, тем более проводить по ним ногтем или ножницами — такие складки впитывают больше влаги и поэтому легко рвутся.
Сложенную модель необходимо высушить, при необходимости использовать различные способы фиксации (булавки, прищепки, резинки) для предотвращения деформации модели до полного высыхания. Последнему процессу можно способствовать, например, феном.

## Недостатки
До сих пор многие оригамисты избегают мокрого складывания из-за некоторых его недостатков. С влажной бумагой тяжело работать, и она легко рвётся. Трудно создавать многослойные складки — в них мокрая бумага расползается, а её требуемая толщина не позволяет проводить такие складки точно. Однако при использовании тонкой бумаги данная техника наоборот, позволяет сделать многослойные складки куда тоньше и острее, что важно при складывании ног и антенн у членистоногих.

## Принцип действия и бумага
Техника мокрого складывания использует свойство влажной бумаги после высыхания сохранять форму, которую ей придали. Секрет кроется в проклейке бумаги — растворимом в воде клее, связывающем волокна бумаги и придающем ей жесткость. При смачивании бумаги клей растворяется, волокна отделяются друг от друга, и лист становится мягким и податливым. При высыхании происходит обратный процесс, и бумага принимает желаемую форму.
Обычно такая бумага выпускается одноцветной, в отличие от традиционно используемой в оригами двухцветной бумаги. Однако это препятствие можно обойти, склеив водорастворимыми клеем два тонких разноцветных листа. Подробнее о бумаге для мокрого складывания можно прочесть на сайте (англ.) Роберта Лэнга.

## Распространённость
Технику мокрого складывания используют очень многие профессионалы и мастера оригами. Одним из самых видных оригамистов, работавших в данной технике, был Эрик Жуазель (1957—2010). Он специализировался на фигурках животных, людей и сказочных существ (например, фей). Он также создал множество очень красивых масок. Роберт Лэнг и Джон Монтролл также практикуют эту методику.